# Morgan John Winthrop O'Donovan
Morgan John Winthrop O'Donovan, britanski general, * 2. maj 1893, † 28. april 1969.

## Življenje
Po diplomiranju na Kraljevi vojaški akademiji Sandhurst je leta 1913 postal častnik. Med prvo svetovno vojno in iraško kampanjo se je odlikoval. 
Upokojil se je leta 1944 s činom brigadirja.